# Трговина људима у Бурундију
Трговина људима у Бурундију је ратификовао Протокол УН о трговини људима из 2000. у мају 2012. 
У 2010. години влада је остварила јасан напредак у борби против трговине људима током периода извештавања, посебно у погледу идентификације жртава трговине људима, истраге потенцијалних кривичних дела трговине људима и подизања јавне свести. Суд у Бујумбури је 2009. године саслушао случај који се односи на ропство деце у породици, што је прво познато кривично гоњење у предмету који укључује елементе кривичног дела трговине људима.  Године 2014. донесен је закон који је криминализовао све облике трговине људима, али мало је урађено на спровођењу акција, тако да многи званичници нису променили начин на који је трговина људима била приоритет или призната. 
Бурунди је 2018. године био изворна земља за децу и вероватно жене које су биле изложене трговини људима, посебно у условима присилног служења у породици и присилне проституције . Деца и млади одрасли су такође могли бити приморани на принудни рад на плантажама или малим фармама у јужном Бурундију, или да обављају неформалну трговину на улицама. Дечји рад је био веома чест у пољопривредним пољима где су се убирали главни извозни производи, попут чаја и кафе. У рудницима је био веома чест и принудни рад деце и одраслих због великог тржишта вредног камења и руде. Многе жртве трговине људима могу се наћи у рудницима у северном делу Бурундија, посебно око Цибитокеа . Неки трговци људима су можда били чланови породице или познаници жртава које су их, под изговором да помажу сиромашној деци у образовању или уз лажна обећања уносних послова, подвргавали принудном раду, најчешће као кућне слуге . Иако је било мало доказа о дечјој проституцији великих размера, „добронамерне“ старије жене нудиле су рањивим млађим девојкама собу и храну у њиховим домовима, ау неким случајевима их на крају гурнуле на проституцију како би платиле трошкове живота; чланови шире породице такође су финансијски профитирали од комерцијалне сексуалне експлоатације младих рођака који живе са њима. Најчешће је трговина жртвама остала унутар земље или се проширила само на земље у окружењу.  Туристи из Омана и Уједињених Арапских Емирата искоришћавају бурундијске девојке у проституцији. Бизнисмени регрутују девојке из Бурундија за комерцијалну сексуалну експлоатацију у Руанди, Кенији и Уганди, и регрутују дечаке и девојчице за експлоатацију у разним врстама принудног рада у Танзанији . За разлику од претходних година, током извештајног периода није било извештаја о присилном или добровољном регрутовању деце у владине оружане снаге или побуњеничке групе .  Ако се трговина Бурунџанима прошири и ван, најчешће се шаљу на локације на Блиском истоку и западној Европи. 
Међународна организација за миграције (ИОМ) је 2021. известила да је „преко 1.000 жртава трговине људима идентификовано и пружено им је помоћ у Бурундију од 2017. године“. 
Канцеларија америчког Стејт департмента за праћење и борбу против трговине људима даје извештај о трговини људима годишње. У овом извештају, свака земља је рангирана на основу учешћа њене владе у борби против трговине људима и поштовања стандарда постављених Законом о заштити жртава трговине људима (ТВПА) из 2000. године. „Ниво 1“ је најбољи могући ранг док је „Ниво 3“ најгори могући ранг. Од 2015. до 2020. Бурундију је додељена ранг листа „Ниво 3“. Међутим, влада је направила значајне промене и Бурунди је добио ранг „Ниво 2“ у извештају за 2021.  Земља је остала на нивоу 2 2023. 
Индекс организованог криминала је 2023. дао земљи оцену 8,5 од 10 за трговину људима, уз напомену да се број повећао током Ковида и да су државни званичници предузели мало практичних радњи да се суоче са овим злочином. 

## Тужилаштво
Познато је да је владино кривично гоњење трговаца људима отежано недостатком истражне опреме и обуке, лошим прикупљањем доказа од стране полиције, неспремношћу жртава да уложе жалбе и пропустом тужилаца да енергично покрену случајеве након што су добили доказе од полиције и осумњичених жртава . Чланови 242 и 243 Кривичног закона Бурундија забрањују трговину људима и кријумчарење и прописују казне од пет до 20 година затвора ; кодекс, међутим, не даје дефиницију трговине људима, ограничавајући њену корисност. Прекршаји сексуалне трговине такође могу бити кажњени према одредбама кривичног закона о држању јавних кућа и подводању (казне од једне до пет година затвора), као и дечјој проституцији (казне од пет до 10 година затвора). Законом о борби против трговине људима из 2014. године утврђене су казне за случајеве трговине људима. Према закону из 2014. године, починиоци могу добити од 5 до 10 година затвора за трговину људима, а 10-15 година ако се ради о трговини децом. Поред затворске казне, прекршиоци такође могу добити новчану казну у износу од 100.000 до 500.000 бурундијских франака и могу бити кажњени од 500.000 до 2.000.000 у случајевима који се односе на дете.  Ове казне су довољно строге и сразмерне онима које су прописане за друга тешка кривична дела, као што је силовање . Током извештајног периода 2021. повећана је безбедност и присуство на границама земље како би се спречила међународна трговина људима у и из Бурундија. Влада је такође више сарађивала са другим земљама у истрази случајева трговине људима.  Још један велики напредак владе Бурундија током периода извештавања 2021. године било је стварање система који обједињује све напоре које је влада учинила у борби против трговине људима од шест година пре данашњег дана.
Суд у Буџумбури казнио је жену са 42 долара јер је злостављала своју 12-годишњу слушкињу тако што је спалила истопљене пластичне кесе. Након хапшења, полиција је лоцирала дететову тетку, која је дете вратила родитељима у провинцију Бурури. У августу 2009. полиција је ухапсила мушкарца из Бурундија јер је киднаповао шест дечака између 12 и 13 година и превезао их у Танзанију на принудни рад на пољима дувана. Осумњиченом је по жалби тужилаштва укинута привремена пуштање на слободу и он остаје у истражном затвору у Покрајинском затвору Рутана. Током 2009. године, Женска и дечја бригада, специјализована полицијска јединица, успешно је идентификовала и спасила 10 од 17 деце жртава експлоатисаних од стране међународног ланца проституције и вратила их њиховим породицама; наводни трговци људима нису ухапшени због недостатка конкретних доказа. У јануару 2010. полиција је оптужила тројицу мушкараца и њиховог станодавца за корупцију малолетника и подстицање на разврат након што су први пронађени како подводе малолетне девојке из изнајмљене куће; тужилаштво је остало у претпретресној фази на крају извештајног периода. Током састанка у децембру 2009. са високим полицијским званичницима, председник Нкурунзиза је дао инструкције полицијским снагама да повећају напоре у борби против трговине људима. Као резултат овог мандата, полиција је у јануару 2010. покренула разбијање тајних јавних кућа у којима су биле смештене потенцијалне жртве трговине људима, затворивши три мала хотела у индустријској четврти Бујумбуре. 
Једна велика борба коју Бурунди има је кроз обуку органа за спровођење закона, тужилаца и правосудних званичника. Пријављено је да органи за спровођење закона нису упознати са законима о трговини људима и да нису у стању да направе разлику између илегалног транспорта миграната и трговине мигрантима. Иако влада пружа одређену обуку службеницима о законима о трговини људима, већина се ослања на међународне организације и невладине организације да обезбеде обуку. Пандемија ЦОВИД-19 је такође отежала кривично гоњење трговаца људима јер је изолација спречила званичнике да добију изјаве сведока. 

## Заштита
Упркос значајним напорима да се деца жртве трговине људима врате њиховим породицама, влада не обезбеђује увек на адекватан начин да жртве трговине људима добију приступ неопходним заштитним услугама. Неколико центара за негу који постоје у Бурундију воде невладине организације, верске организације и удружења жена или деце. Полиција пружа ограничено склониште и помоћ у храни жртвама у привременом полицијском притвору док власти покушавају да лоцирају њихове породице; ова деца су смештена у притворском простору одвојеном од одраслих притвореника . У неким случајевима, полиција, посебно припадници Женске и дечије бригаде, пружају савете деци у проституцији и посредује између ових жртава и њихових родитеља. Једини центар за негу који влада води је Хумура центар у граду Гитега, али влада није пријавила да је помогла ниједној познатој жртви трговине људима.  У јануару 2010. године, полиција је спасила троје деце жртава сексуалне трговине из јавне куће у Бујумбури, документовала њихова сведочења и вратила их њиховим породицама. У 2009. години, владини званичници су идентификовали 18 жртава трговине људима, од којих је 10 било жртве принудне проституције, а осам жртава принудног рада. У јануару 2010. канцеларија Бурундија Интерпола помогла је влади у репатријацији 15-годишњег дечака из Бурундија из Руанде где је био приморан да ради као кућни слуга. У сарадњи са танзанијском полицијом, влада је у јулу 2009. вратила шест бурундијских жртава трговине децом из Танзаније . Између априла и јуна, Национална комисија за разоружање, демобилизацију и реинтеграцију надгледала је демобилизацију и краткорочно збрињавање последњих 380 деце војника из побуњеничке групе ФНЛ и међу наводним дисидентима ФНЛ у Ранди и Бурамата. Уз спољно финансирање, особље Комисије је вршило медицински преглед, психосоцијално саветовање и сензибилизацију о мирној кохабитацији, док је спроводило тражење породице; деца су се поново спојила са својим породицама у јулу 2009. Године 2016. усвојен је закон који жртвама и свједоцима пружа заштиту и сигурност од кривичног гоњења за дјела почињена током трговине људима.  Закон је захтевао да се формира јединица у Министарству правде, али она никада није формирана. Међутим, закон је омогућио жртвама друге легалне начине да остану у Бурундију ако не желе да се врате у друге земље. 
У октобру 2009. године, влада је основала Општинско веће за децу и омладину (ЦМЕЈ) како би помогла ризичној омладини и развила транзитни центар за жртве трговине људима, демобилисану децу војнике и децу са улице . ЦМЕЈ је почео да прави нацрт акционог плана у марту 2010. године и тражио је неопходно међународно финансирање да би постао потпуно оперативан. Влада није развила систем за проактивну идентификацију жртава трговине људима међу рањивим популацијама или процес упућивања за пребацивање таквих жртава трговине људима у организације које пружају услуге. Док је полиција интервјуисала децу жртве током истрага њихових злостављача, тужилаштво није истраживало могућност учешћа деце жртава у процесуирању починилаца трговине људима. Влада није на неодговарајући начин затворила или на други начин казнила жртве за незаконите радње почињене као директан резултат трговине људима.

## Превенција
У фебруару 2010. године, командант Женске и дечје бригаде започео је обилазак земље како би сензибилизирао званичнике локалне самоуправе и информисао локално становништво о опасности од трговине људима. Министарство рада је 2009. године спонзорисало осам радионица за наставнике, судије, комуналне администраторе и пољопривредне раднике како би се подигла свест о опасностима дечијег рада и трговине људима . У партнерству са МОР-ом и УНИЦЕФ-ом, влада је такође спровела кампању сензибилизације у неколико провинција како би упозорила на трговину децом ради присилног рада и злостављање бивших деце војника, усредсређену на Светски дан борбе против дечијег рада у јуну. У 2009. 12 инспектора Министарства рада није извршило инспекцију дечијег рада. Влада, историјски гледано, није успела да предузме напоре да смањи потражњу за комерцијалним сексуалним односима . Обука за борбу против трговине људима пре распоређивања за бурундијске мировњаке, коју је обезбедила страна влада, укључивала је наставни план и програм који је створио свест и обесхрабрио радње трговине људима и сексуалне експлоатације . 
Током извештајног периода 2021. године влада је похваљена за њене напоре да повећа обуку за службенике како би могли да уоче знакове трговине људима и да знају како да поступају у случајевима који укључују трговину људима. Међутим, влада је одлучила да не финансира Комитет за борбу против трговине људима, па је он радио као волонтерски сервис. Влада је такође повећала своју комуникацију и сарадњу са другим земљама у спречавању и кривичном гоњењу трговине људима.  Влада се такође ослањала на друге организације и земље да обезбеде финансирање или обуку о превенцији. У јулу 2019., ИОМ се удружио са владом Бурундија како би покренуо трогодишњи пројекат за борбу против трговине људима. Краљевина Холандија је финансирала 3 милиона долара ( УСД ) и наставља се до 2022. 
У неким културама у Бурундију, од жена и младих девојака се очекује да се лепо облаче и одржавају чисте. Међутим, многе девојке ће то учинити како би избегле трговину људима или сексуално злостављање. Многи то раде са уверењем да ће их трговци, ако изгледају као да имају стабилну и брижну породицу, избегавати јер не желе да чланови породице зову полицију или да их јуре. 